# Matías Segovia
Matías Emanuel Segovia Torales (Caaguazú, Paraguay, 4 de enero de 2003), más conocido como «Segovinha», es un futbolista paraguayo que juega como extremo o mediocampista ofensivo en el Racing White Daring Molenbeek de la Segunda División de Bélgica cedido desde julio de 2025 por el Botafogo del Campeonato Brasileño de Serie A del Brasil.

## Trayectoria

### Mundial Sub-17
Antes de debutar oficialmente, Matías Segovia fue convocado a la Copa Mundial de Fútbol Sub-17 de 2019, donde participaría con la selección sub-17 de Paraguay.
En el primer juego ante México, Segovia ingresó en el minuto 80 en lo que fue un empate 0-0. En el siguiente juego ante las Islas Salomón, Segovia fue titular y marcó un gol en lo que fue una goleada 0-7 de Paraguay. En el siguiente juego ante Italia fue suplente y no tuvo minutos.
En los octavos de final, Paraguay venció por 3-2 a Argentina y pasó a cuartos, donde cayó por 4-1 ante los Países Bajos. Segovia fue suplente en ambos juegos.

### Guaraní
Segovia es un producto de la cantera del Club Guaraní de la ciudad de Asunción, Paraguay. Debutó con el primer equipo el 1 de diciembre de 2019 a los 16 años de edad, jugando un partido por la Primera División de Paraguay, dicho encuentro acabó en derrota de Guaraní por 1-0 contra el club Sol de América. 
En el 2020 no disputó juegos oficiales con el club Guaraní, pero si estuvo presente en la banca vs el Bolívar de Bolivia en un partido de la fase de grupos de la Copa Libertadores 2020. 
En 2021 estuvo en la banca en la sorpresiva eliminación de Guaraní ante el Club Cristóbal Colón, en la Copa Paraguay 2021 por penales (4-2) en los Dieciseisavos de final, luego de un 1-1, donde no jugó. 
Posteriormente jugó contra el Club Nacional, donde ingresó en el segundo tiempo, en lo que fue un empate 1-1. 
El 18 de octubre vs el 12 de Octubre de Itauguá, Segovia dio una asistencia para vercer al 12 por 1-2, siendo titular por primera vez, y saliendo en el 77. 
El 8 de diciembre fue convocado a la selección de fútbol sub-20 de Paraguay para participar en amistosos Internacionales. Ante Colombia, siendo titular, empataron 1-1, derrota ante Chile 1-0, donde fue suplente e ingresó en el 69 y vs Uruguay, donde Paraguay cayó 1-3. Matías Segovia fue titular. 

### Ascenso en su carrera
Matías Segovia jugó la Copa Libertadores Sub-20 de 2022, con la Sub-20 de Guaraní. En el torneo jugó 4 juegos, marcando el gol de la victoria ante Newell's Old Boys y ante Univ. de Concepción de chile, donde ganaron 4-1, en las semis donde fueron eliminados cayeron ante el Ind. del Valle por 3-1. Segovia recibió una roja directa en este juego, razón por la cual no pudo jugar en el partido por el 3° puesto ante el Caracas F.C., al cual Guaraní derrotó por 3-2.
Ese mismo año fue titular ante el Resistencia Sport Club el 26 de febrero, su primer partido de la temporada con el primer equipo de Guaraní.
Matías Segovia rápidamente se fue ganando la titularidad con el primer equipo.
Marcó su primer gol el 7 de marzo del 2022 contra el 12 de Octubre, en un partido que acabó en victoria de su equipo por marcador de 3-1, donde también dio una asistencia.
Durante ese mismo año, la carrera del jugador experimentaría un ascenso, ya que tuvo la oportunidad de participar en un mayor número de partidos y disputar más minutos con el club.
El 6 de abril jugó un partido amistoso ante Chile con la selección sub-20. El cual en victoria de 2 a 0. Posteriormente en junio volvió a participar en amistosos con la Sub-20, siendo titular en los tres.
El 21 de julio, Segovia volvería a marcar, ahora ante el Club General Caballero de Juan León Mallorquín. Donde ganaron por 2-1, siendo titular.
El 27 de agosto, Segovia dio una asistencia ante el Club Libertad, con el cual empataron 2-2. Además de recibir una tarjeta amarilla.
El 31 de agosto Segovia fue convocado a la Selección absoluta por primera y única vez en su carrera, en el partido amistoso contra México no tuvo minutos, por lo que sigue sin debutar.
En un juego ante el Gral. Caballero (JLM) por la fecha 13 del Clausura 2022, Segovia recibió una tarjeta roja, a los 60 minutos, siendo expulsado, habiendo jugado solo 14 minutos, luego de entrar en el 46 para disputar el segundo tiempo. Ese juego Guaraní lo perdió por 3-0.
El 28 de septiembre, Segovia ingresó en el minuto 78 ante Libertad por los cuartos de final de la Copa Paraguay 2022, que se fue a penales luego de una paridad 0-0. Matías tiró el primero de la tanda para su equipo, el cual lo terminó errando. A pesar de ello Guaraní ganó por 4-5 en esa tanda de penales.
Segovia fue convocado a la Selección Sub-20 para jugar los Juegos Suramericanos de 2022. En el primer partido repartió 3 asistencias ante Perú. Y en las semifinales marcó y asistió para ganarle por 4-2 a Colombia, ya en la final, Paraguay venció por 1-0 a Ecuador, quedándose así con el título.
Volvió a jugar con Guaraní el 16 de octubre en la derrota 2-0 ante Nacional.
El 10 de noviembre le ganaron el 3° puesto y la medalla de bronce al Atlético Tembetary en el juego por el tercer puesto de la Copa Paraguay.
En enero de 2023, Matías Segovia fue convocado al Sudamericano Sub-20 de ese año. Jugó 8 juegos, no tuvo minutos en 1, no marcó y dio una asistencia, finalmente Paraguay no logró clasificar ni al Mundial y a los juegos panamericanos.
El 25 de febrero volvería a jugar con Guaraní, contra Club Sportivo Luqueño, entrando unos minutos antes del fin del primer tiempo. Guaraní ganó 3 a 1. El 3 de marzo dio una asistencia contra Nacional en la jornada 6 del Apertura.
Luego el 8 de marzo, Mati Segovia jugaría la fase previa de la Copa Sudamericana 2023 ante el Sportivo Ameliano, que ganarían por 3-1, logrando así la clasificación a la fase de grupos de la misma.
Su último partido con Guaraní fue el 24 de marzo, por la jornada 9 del Apertura, contra el Guaireña F.C, donde empataron 1-1. Siendo titular y completando los 90 minutos del encuentro.

### Botafogo
El 4 de abril de 2023, fue adquirido de forma definitiva por el Botafogo F.R de Brasil.Debutó el 15 de abril, doce días después de su fichaje en un partido por el Campeonato Brasileño de Serie A de 2023, contra el São Paulo F.C que acabó en un 2-1 con victoria del Botafogo.
A pesar de no ser titular, Matías Segovia era uno de los principales reemplazos del club, en el segundo tiempo salía del banquillo y entraba a la cancha.
El 27 de abril vs el Ypiranga FC, Mati Segovia dio una asistencia en la ida de la Copa de Brasil 2023. Ganando 2-0.
El 11 de mayo por la fecha 5 del Brasileirão contra el Corinthians, Segovia volvería a asistir, en el 81, a pesar de solo jugar 14 minutos en dicho encuentro.
Segovia se enfrentaría al Palmeiras de su compatriota, Gustavo Gómez, capitán de la selección; al cual ganarían 0 a 1 el 25 de junio. Entró en el segundo tiempo y jugó 45 minutos. Luego de esto se ganaría el apodo de "Segovinha", junto a una canción, hecha por los hinchas del "fogão".
Contra el Grêmio, el 9 de julio, "Segovinha", volvería a dar una gran actuación con sus dribles y regates.
Segovinha jugaría por primera vez un torneo internacional de clubes, sin contar fases previas; contra el Patronato de Argentina, en la Copa Sudamericana 2023, en los playoff de los octavos de final. Botafogo empató 1-1 y ganarón 1-3 el global, en la ida Botafogo ganó 2-0, con Segovia en la banca.
En los octavos de final, a Segovinha le tocó enfrentarse a su exequipo, el Club Guaraní. En el primer juego Botafogo venció por 2-1 a Guaraní en Brasil, donde Segovinha y sus compañeros tuvieron que remontar el encuentro, Matías entró en el segundo tiempo, dando un gran partido. En la vuelta como titular, Botafogo y Guaraní empataron 0-0 en Asunción. Finalmente pasó el Botafogo por los goles del primer encuentro.
El 30 de agosto, Botafogo cayó 2-1 ante el Defensa y Justicia, en los cuartos de Sudamericana, de esta manera fue eliminado, anteriormente empataron 1-1 en la ida en Brasil, y en Argentina cayerón por 2-1. Matías no jugó el primer juego pero si el segundo unos 28 minutos.
Posterior a esta eliminación del Botafogo, Matías Segovia empezó a tener menos minutos y casi no entrar a jugar. Su último juego con Botafogo en 2023 fue ante el Santos, donde entró en el 85 y cometió una falta que le costó la victoria al Botafogo, dejando sin título del Brasileirão de Serie A.

### RWD Molenbeek
Después de perder el Brasileirão en las últimas fechas, Matias Segovia fue transferido en forma de préstamo al RWD Molenbeek de la Primera División de Bélgica el último día del mercado invernal europeo, el 1 de febrero de 2024.
Antes de ser transferido al Molenbeek, Segovia disputó 3 juegos con el Botafogo durante el Campeonato Carioca del 2024.
Segovia llegó al RWD Molenbeek que peleaba el descenso en dicho momento. Hizo su debut con el equipo el 3 de marzo de ese año vs el KV Kortrijk por la fecha 28 del torneo regular, dicho encuentro acabó en derrota del Molenbeek por 3-2. Tras quedar últimos en la tabla de posiciones con tan solo 23 puntos logrados, el Molenbeek se vio obligado a disputar los playoff de descenso.
El Molenbeek debutó en la ronda de descenso vs el Charleroi con un marcador de 0-0. El Molenbeek quedó 3° en la tabla de posiciones y se vio obligado a descender a la segunda división del fútbol belga, habiendo sumado solo 7 puntos más, alcanzando 30 en total junto a los obtenidos durante el torneo regular.
Matías Segovia dio una asistencia en la victoria de su equipo vs el K. A. S. Eupen, partido que acabó en resultado de 3-1 a favor del equipo de Segovia, este mismo ingresó en el minuto 74 de partido por Carlos Alberto, jugador de Botafogo que también fue prestado al RWD Molenbeek; Segovia donó una asistencia a Makhtar Gueye en el minuto 83 de partido en el tercer y último gol del Molenbeek para acabar con el marcador de 3-1 definitivo.
"Segovinha" en total jugó 7 partidos, dio 1 asistencia y no logró marcar. Posteriormente regreso al Botafogo tras el descenso del RWD Molenbeek.

### Al-Ain F.C
Tras volver al Botafogo desde un descendido Molenbeek, Matias Segovia fue nuevamente transferido en forma de préstamo, esta vez al Al-Ain FC. de la Primera División de los Emiratos Árabes Unidos.
Segovinha debutó con el equipo el 18 de agosto de 2024 vs el Al-Ittihad Kalba por la Copa de Liga de los Emiratos Árabes Unidos, partido que acabó en un 2-3 con victoria del Al-Ain. Segovia ingresó en el 68 de cambio por Kodjo Fo-Doh Laba.
Hizo su debut en la UAE Pro League el 24 de agosto vs el Khor Fakkan Club, ganando el encuentro por goleada 5-1. Ingresó en el minuto 77. 
Marcó su primer gol con el equipo el 7 de septiembre vs el Al-Ittihad Kalba por el partido de vuelta de la Copa de los Emiratos Árabes Unidos, dicho partido acabó con resultado de 3-1, y con un global de 6-3 a favor del Al-Ain. Segovia fue titular por primera vez con el equipo y marco el gol de empate en el minuto 53 del partido, 8 del segundo tiempo. Pasando así el Al-Ain a la siguiente ronda.
El 22 de septiembre dio 2 asistencias en la Copa Intercontinental, en los octavos de final, debutando en el torneo, ante el Auckland City. Ganando 6-2.
El 1 de octubre debutó ante Al-Gharafa Sports Club el por la AFC Champions League, donde perdieron 4-2. Segovia entró en el 82 y solo jugó 8 minutos, más el tiempo extra añadido.
El 17 de octubre ante el Hatta Club, Segovinha anotó un gol en la victoria de su equipo por 4-0. Gracias a anotar el segundo gol de su club, el Al-Ain avanzó a los cuartos de final de la Copa del Presidente EUA. Además fue elegido como jugador del partido en el cual fue titular.

## Selección nacional
Segovia fue convocado para jugar por la selección sub-17 de Paraguay en el Mundial Sub-17 de 2019 que se jugó en Brasil, donde jugó 4 partidos y convirtió 1 gol contra la selección de las Islas Salomón.
En 2023, fue convocado por la selección de fútbol sub-20 de Paraguay para el Campeonato Sudamericano de Fútbol Sub-20 de 2023.

## Estadísticas

### Clubes
Actualizado hasta su último partido disputado el 4 de mayo de 2025.
| Club                    | Div.          | Temporada     | Liga  | Liga  | Liga   | Copas nacionales | Copas nacionales | Copas nacionales | Torneos internacionales | Torneos internacionales | Torneos internacionales | Total | Total | Total  |
| Club                    | Div.          | Temporada     | Part. | Goles | Asist. | Part.            | Goles            | Asist.           | Part.                   | Goles                   | Asist.                  | Part. | Goles | Asist. |
| ----------------------- | ------------- | ------------- | ----- | ----- | ------ | ---------------- | ---------------- | ---------------- | ----------------------- | ----------------------- | ----------------------- | ----- | ----- | ------ |
| Club Guaraní Paraguay   | 1.ª           | 2019          | 1     | 0     | 0      | ―                | ―                | ―                | ―                       | ―                       | ―                       | 1     | 0     | 0      |
| Club Guaraní Paraguay   | 1.ª           | 2020          | ―     | ―     | ―      | ―                | ―                | ―                | ―                       | ―                       | ―                       | 0     | 0     | 0      |
| Club Guaraní Paraguay   | 1.ª           | 2021          | 6     | 0     | 1      | ―                | ―                | ―                | ―                       | ―                       | ―                       | 6     | 0     | 1      |
| Club Guaraní Paraguay   | 1.ª           | 2022          | 31    | 2     | 3      | 2                | 0                | 0                | ―                       | ―                       | ―                       | 33    | 2     | 3      |
| Club Guaraní Paraguay   | 1.ª           | 2023          | 5     | 0     | 1      | ―                | ―                | ―                | 1                       | 0                       | 0                       | 6     | 0     | 1      |
| Club Guaraní Paraguay   | Total club    | Total club    | 43    | 2     | 5      | 2                | 0                | 0                | 1                       | 0                       | 0                       | 46    | 2     | 5      |
| Botafogo F. R. · Brasil | 1.ª           | 2023          | 21    | 0     | 1      | 1                | 0                | 1                | 4                       | 0                       | 0                       | 26    | 0     | 2      |
| Botafogo F. R. · Brasil | 1.ª           | 2024          | ―     | ―     | ―      | 3                | 0                | 0                | ―                       | ―                       | ―                       | 3     | 0     | 0      |
| Botafogo F. R. · Brasil | Total club    | Total club    | 21    | 0     | 1      | 4                | 0                | 1                | 4                       | 0                       | 0                       | 29    | 0     | 2      |
| RWD Molenbeek · Bélgica | 1.ª           | 2023-24       | 7     | 0     | 1      | ―                | ―                | ―                | ―                       | ―                       | ―                       | 7     | 0     | 1      |
| Al-Ain F. C. · EAU      | 1.ª           | 2024-25       | 9     | 1     | 0      | 5                | 2                | 0                | 5                       | 0                       | 3                       | 19    | 3     | 3      |
| Al-Ain F. C. · EAU      | Total club    | Total club    | 9     | 1     | 0      | 5                | 2                | 0                | 5                       | 0                       | 3                       | 19    | 3     | 3      |
| RWD Molenbeek · Bélgica | 2.ª           | 2025-26       | 0     | 0     | 0      | ―                | ―                | ―                | ―                       | ―                       | ―                       | 0     | 0     | 0      |
| RWD Molenbeek · Bélgica | Total club    | Total club    | 7     | 0     | 1      | 0                | 0                | 0                | 0                       | 0                       | 0                       | 7     | 0     | 1      |
| Total carrera           | Total carrera | Total carrera | 81    | 3     | 7      | 11               | 2                | 1                | 9                       | 0                       | 3                       | 101   | 5     | 11     |
| 1. 2.                   |               |               |       |       |        |                  |                  |                  |                         |                         |                         |       |       |        |

### Selecciones nacionales
Actualizado hasta su último partido disputado el 12 de febrero de 2023.
| Selección       | Año             | Amistosos | Amistosos | Amistosos | Eliminatorias | Eliminatorias | Eliminatorias | Continental | Continental | Continental | Mundial | Mundial | Mundial | Total | Total | Total  |
| Selección       | Año             | Part.     | Goles     | Asist.    | Part.         | Goles         | Asist.        | Part.       | Goles       | Asist.      | Part.   | Goles   | Asist.  | Part. | Goles | Asist. |
| --------------- | --------------- | --------- | --------- | --------- | ------------- | ------------- | ------------- | ----------- | ----------- | ----------- | ------- | ------- | ------- | ----- | ----- | ------ |
| Sub-17 Paraguay | 2019            | —         | —         | —         | —             | —             | —             | —           | —           | —           | 4       | 1       | 0       | 4     | 1     | 0      |
| Sub-17 Paraguay | Total           | 0         | 0         | 0         | 0             | 0             | 0             | 0           | 0           | 0           | 4       | 1       | 0       | 4     | 1     | 0      |
| Sub-20 Paraguay | 2022            | 2         | 0         | 0         | —             | —             | —             | 5           | 1           | 4           | —       | —       | —       | 7     | 1     | 4      |
| Sub-20 Paraguay | 2023            | —         | —         | —         | —             | —             | —             | 8           | 0           | 1           | —       | —       | —       | 8     | 0     | 1      |
| Sub-20 Paraguay | Total           | 2         | 0         | 0         | 0             | 0             | 0             | 13          | 1           | 5           | 0       | 0       | 0       | 15    | 1     | 5      |
| Total selección | Total selección | 2         | 0         | 0         | 0             | 0             | 0             | 13          | 1           | 5           | 4       | 1       | 0       | 19    | 2     | 5      |
| 1. 2.           |                 |           |           |           |               |               |               |             |             |             |         |         |         |       |       |        |

## Palmarés

### Títulos con Selección
| Título               | Club             | Sede     | Año  |
| -------------------- | ---------------- | -------- | ---- |
| Juegos Suramericanos | Selección Sub-20 | Paraguay | 2022 |